# Tibor Holéczy
Tibor Holéczy (Budapest, Hungría; 23 de septiembre de 1943 – 22 de marzo de 2024) fue un esquiador húngaro especialista en esquí de fondo.

## Carrera
Participó en el evento de 15 kilómetros en los Juegos Olímpicos de Grenoble 1968 donde finalizó en el lugar 49 entre 72 participantes, siendo el único representante de Hungría en el evento.